# Jason Sutter
Jason Sutter (ur. 15 lipca 1967) – amerykański muzyk, perkusista zespołu Smash Mouth w latach 2006-2007.
Zaczął profesjonalnie grać na perkusji w wieku 13 lat. Pierwsze lata kariery spędził w Bostonie, gdzie nagrywał z wieloma amatorskimi zespołami, m.in. Letters to Cleo. Lata 90. XX w. spędził na graniu z wieloma zespołami i solistami jak np. Chantal Kreviazuk, Nina Gordon, Butch Walker i Our Lady Peace.
W 2004 roku Sutter, na prośbę swojego kolegi Stacy'ego Jonesa, dołączył do zespołu American Hi-Fi, z którym nagrał jeden album, Hearts On Parade.
J. Sutter dołączył do Smash Mouth w roku 2006 po tym, jak z zespołu odszedł Michael Urbano. Sam odszedł po niespełna roku z niewiadomych powodów.
W 2012 roku dołączył do zespołu Marilyn Manson jako perkusista na ich światową trasę koncertową.